# Tẩy chay
Tẩy chay (tiếng Anh: boycott) là một động từ nhằm chỉ "như không biết gì đến, không mua, không dùng, không tham gia, không có quan hệ, để tỏ thái độ phản đối".

## Khái niệm
Tẩy chay là một hành động tự nguyện về việc sử dụng, mua, hoặc đối phó với một tổ chức, cá nhân, hoặc quốc gia như là một biểu hiện của cuộc biểu tình, thường là vì lý do chính trị. Nó có thể là một hình thức của những hoạt động của người tiêu dùng. Tẩy chay có thể hiểu như là một sự đấu tranh bất bạo động.

## Lịch sử thuật ngữ tẩy chay

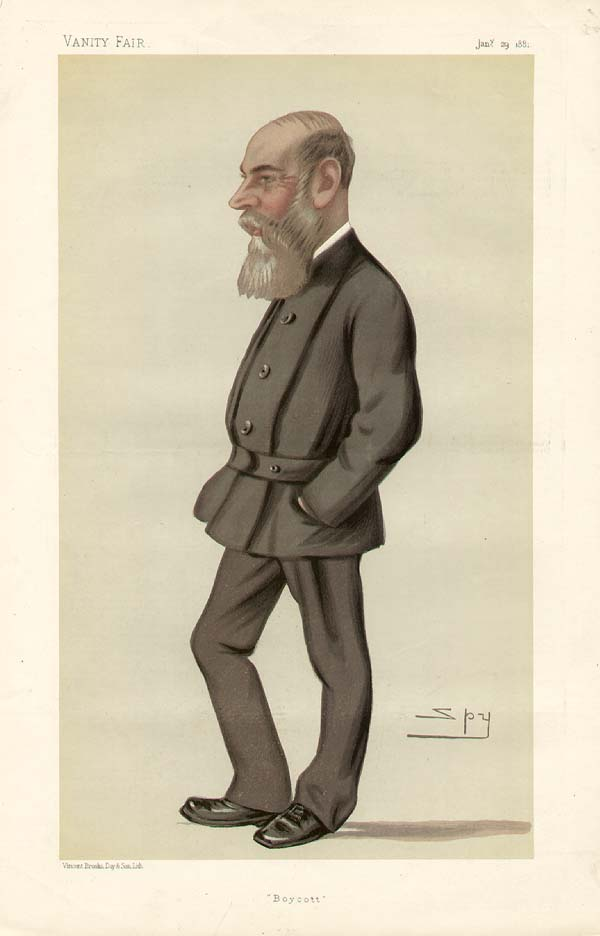
Tranh biếm hoạ về Charles C. Boycott tại Anh

Trong tiếng Anh, tẩy chay được biết đến với từ "boycott", từ này cũng như toàn bộ ý nghĩa của nó ra đời trong thời kỳ "chiến tranh đất đai" tại Anh vào nữa sau thế kỷ XIX. Boycott vốn là tên của một chủ đất - Charles Cunning Boycott - người Anh tại thị trấn Mayo, hạt Mayo, Ireland.
Những tá điền Ireland bất bình vì số tiền thuê đất quá cao mà điền chủ đặt ra. Vì thế năm 1880, họ thành lập một tổ chức gọi là Liên đoàn Đất đai, và phong trào nhanh chóng đã lan nhanh trong toàn quốc. Quá trình đó đã sản sinh ra chiến thuật mới và trở thành yếu tố chính cho những tổ chức bất bạo động qua nhiều thế kỷ.
Một trong những mục tiêu đầu tiên và tai tiếng nhất là viên quản lý điền trang người Anh ở thị trấn Mayo. Liên đoàn Đất đai yêu cầu ông ta giảm giá thuê đất vì mùa vụ thất bát. Không những không hoà giải, ông ta còn đưa cảnh sát đến đuổi những người tá điền. Liên đoàn Đất đai phản ứng theo cách mà sau đó trở thành một cách cư xử trên thế giới. Những cư dân địa phương từ chối bán hàng, thu hoạch mùa vụ và thậm chí không thèm nói chuyện với ông ta. Họ la ó và cười nhạo mỗi khi ông ta xuất hiện. Ông ta bị suy sụp tinh thần và bỏ chạy khỏi vùng đất này. Người đàn ông đó là Charles Cunning Boycott.
Việc tẩy chay ông ta bắt đầu từ tháng 9 nhưng đến tháng 10 những câu chuyện trên báo chí ở Vương quốc Anh và ở Mỹ đã đề cập đến việc này là (boycotting - Sự tẩy chay) và kể từ đó từ "Boycott" được dùng và biết đến với cái nghĩa là "tẩy chay". Boycott buộc phải nhờ vợ và con gái thu hoạch mùa màng trong sự giám sát của Sở cảnh sát.

## Những cuộc tẩy chay đáng chú ý

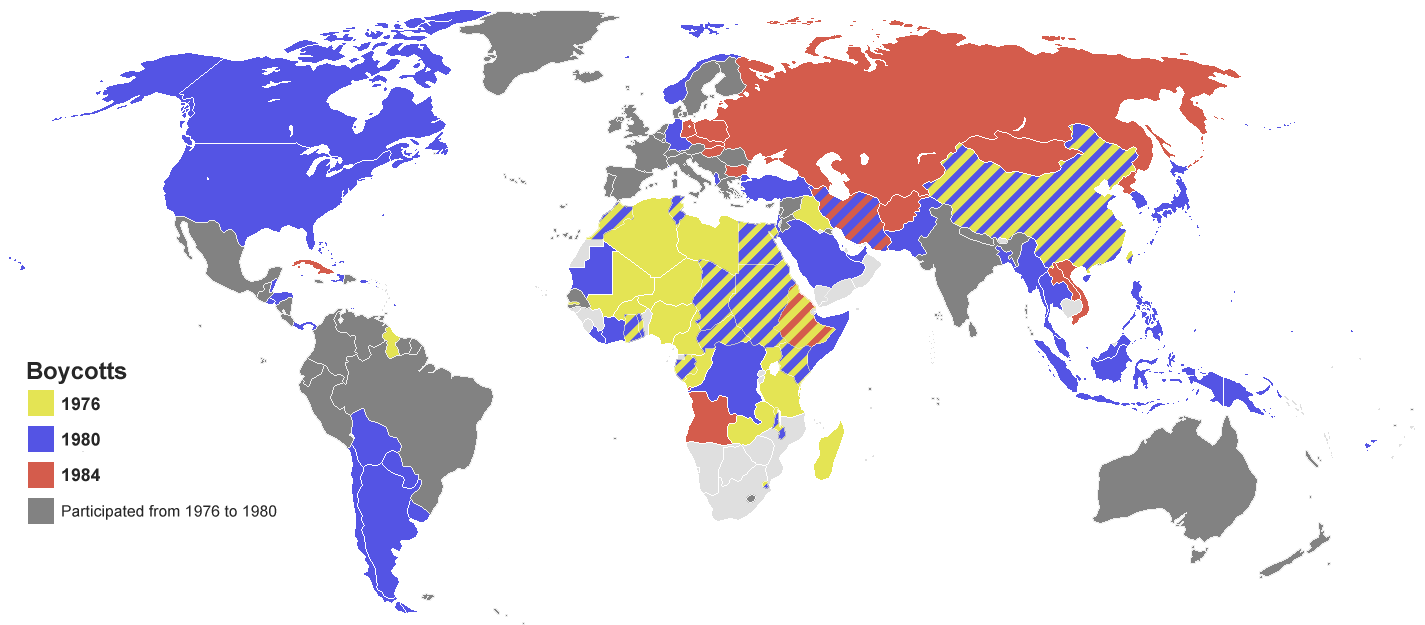
Tẩy chay Olympic các năm 1976, 1980 và 1984

Thuật ngữ "tẩy chay" chính thức ra đời vào năm 1880, và những cuộc tẩy chay mới quay lại từ năm 1930 với việc người da đen trên các thuộc địa tẩy chay các hàng hoá do nô lệ sản xuất; Người Mỹ gốc Phi tẩy chay việc đi xe bus ở Montgomery chống lại việc phân biệt đối xử của người Mỹ da trắng; Tẩy chay hàng hoá của Anh ở Mỹ thời cách mạng ở 13 bang thuộc địa Bắc Mỹ; Người Ấn Độ tẩy chay hàng hoá của Anh do Mohandas Gandhi khởi xướng; Người Do Thái thành công khi tổ chức tẩy chay Henry Ford ở Mỹ, vào những năm 1920; Người Trung Quốc tẩy chay các sản phẩm của Nhật sau phong trào Ngũ Tứ, Người Do Thái tẩy chay hàng hoá của Đức Quốc xã ở Lithuania, Mỹ, Anh và Ba Lan trong 1933; Năm 1973, các nước Ả Rập đã ban hành một lệnh cấm vận dầu thô chống lại phương Tây, khủng hoảng dầu mỏ 1973; Mỹ dẫn đầu cuộc tẩy chay Thế vận hội Mùa hè 1980 tại Liên Xô. Liên Xô dẫn đầu cuộc tẩy chay Thế vận hội Mùa hè 1984 ở Mỹ; Cuộc tẩy chay chống lại chính quyền phân biệt chủng tộc apartheid tại Nam Phi...